# Блондинка за углом
«Блонди́нка за угло́м» — советский художественный полнометражный цветной фильм, снятый режиссёром Владимиром Бортко на киностудии «Ленфильм» и вышедший в прокат в 1984 году. По заявлению авторов в преамбуле, лента представляет собой «фантастическую историю с прологом, эпилогом и музыкальными комментариями Андрея Миронова».
В 1984 году фильм посмотрело 24 миллиона 100 тысяч зрителей.

## Сюжет
Сорокалетний астрофизик Николай Гаврилович Порываев, не стремящийся и не сумевший приобрести в жизни материальный достаток, потратил пятнадцать лет на бесплодные поиски внеземных цивилизаций, работая в институте космических исследований. Он разочаровывается в своей работе, с горя начинает периодически выпивать, увольняется из института и устраивается грузчиком в местный универсам, где влюбляется в симпатичную продавщицу гастрономического отдела, блондинку Надежду, которую он видел каждое утро на автобусной остановке. Надежда, между тем, поспорила с коллегой-продавцом, что сможет «сделать человека» из любого самого пропащего алкоголика. Её выбор падает на Николая. Так между ними возникает дружба, которая переходит в романтические отношения.
При этом сразу же оказывается, что успешная и «сидящая на дефиците» Надежда является полной противоположностью Николаю — она моложе его, деловитая, пробивная, имеет знакомства со всеми «нужными людьми» и сама является таковой. Впрочем, она при этом романтична и с восхищением слушает рассказы Николая о его научных поисках. Несмотря на жизненный успех, Надежда живёт в Пушкино, не имеет московской прописки и не может получить сопутствующих этому привилегий. Николай же как раз подходит для достижения этой цели — у него есть и прописка, и большая московская квартира, которую можно выгодно разменять, если присовокупить к ней полагающуюся Наде жилплощадь.
После первой романтики проявляются и разногласия. Надю очень обижают намёки на социальные различия между ней, работницей сферы обслуживания, и интеллигентом Николаем, который даже не раскрыл родителям настоящей профессии своей невесты, и подозрения, что она украла из магазина дефицитные продукты, с которыми пришла в гости к родителям Николая. Возвышенный и идеалистичный Николай, никогда в жизни не стремившийся к накопительству, не понимает пробивного стиля Надежды, которая во всем видит практическую выгоду. Также ему не нравятся попытки Надежды рассуждать «всуе» о высоких материях. Его же повергает в шок столь стремительный рывок к «настоящей» жизни, подлинной хозяйкой которой является обаятельная Надежда, искренне не понимающая, почему Николай не принимает её стараний.
Кульминацией отношений становится их свадьба, на которую приглашены все «нужные» люди. Обнаружив, что его родители, загрустив и совсем недолго побыв на празднике, покинули торжество, Николай не выдерживает пребывания в своём новом статусе и в подобной атмосфере, устраивает скандал и сбегает с собственной свадьбы.
Ещё до побега Николая на свадебном торжестве неожиданно появляется его научный руководитель Огурцов, к случаю тоже оказавшийся Надиным хорошим знакомым. Он сообщает о предварительном подтверждении того направления астрономических исследований, которым занимался Николай в институте. В итоге Порываев возвращается к своей прежней работе и уезжает в долгосрочную исследовательскую командировку на Крайний Север — туда, где есть «дефицитный» радиотелескоп. А Надежда позже приезжает к нему вместе с маленьким сыном.

## В ролях
- Татьяна Догилева — Надежда, продавщица гастрономического отдела
- Андрей Миронов — Николай Гаврилович Порываев, бывший учёный в НИИ, ныне грузчик в универсаме / исполнитель куплетов
- Марк Прудкин — Гаврила Максимович Порываев, отец Николая, инвалид войны (озвучивает Зиновий Гердт)
- Евгения Ханаева — Татьяна Васильевна Порываева, мать Николая, школьная учительница
- Елена Соловей — Регина, пианистка из консерватории, подруга семьи Порываевых, несостоявшаяся невеста Николая
- Анатолий Сливников — «Крокодил» Гена, брат Надежды, механик в автосервисе
- Баадур Цуладзе — Рашид Рашидович, работник универсама
- Анатолий Равикович — служащий универсама
- Алексей Жарков — рабочий универсама (озвучивает Евгений Киндинов)
- Сергей Бехтерев — нервный покупатель
- Павел Кадочников — Огурцов, член-корреспондент АН СССР, научный руководитель Николая (озвучивает Игорь Ефимов)
- Вячеслав Васильев — врач-сексопатолог
- Галина Омельченко — эпизод
- Юрий Эллер — Владимир Аркадьевич, гость на свадьбе («ремонт квартир») (нет в титрах)
- Андрей Воробьёв — бегун (нет в титрах)

## Съёмочная группа
- Автор сценария: Александр Червинский
- Режиссёр-постановщик: Владимир Бортко
- Операторы-постановщики: Иван Багаев, Валентин Комаров
- Художник-постановщик: Владимир Светозаров
- Композитор: Исаак Шварц
- Авторы текстов песен: В. Сумароков, Б. Рацер, В. Константинов

## Съёмки
Съёмки проходили в Москве и Ленинграде осенью 1982 года (в начале фильме сотрудники универсама смотрят матч Торпедо-Бавария, состоявшийся 15 сентября 1982 года). На первых кадрах гостиница Прибалтийская (Ленинград) и универсам по адресу ул.Отрадная, д.16 (Москва).
Из-за большого количества цензурных правок фильм пришлось фактически переделывать заново, поэтому на экраны он вышел только в 1984 году.